# Història de l'alemany

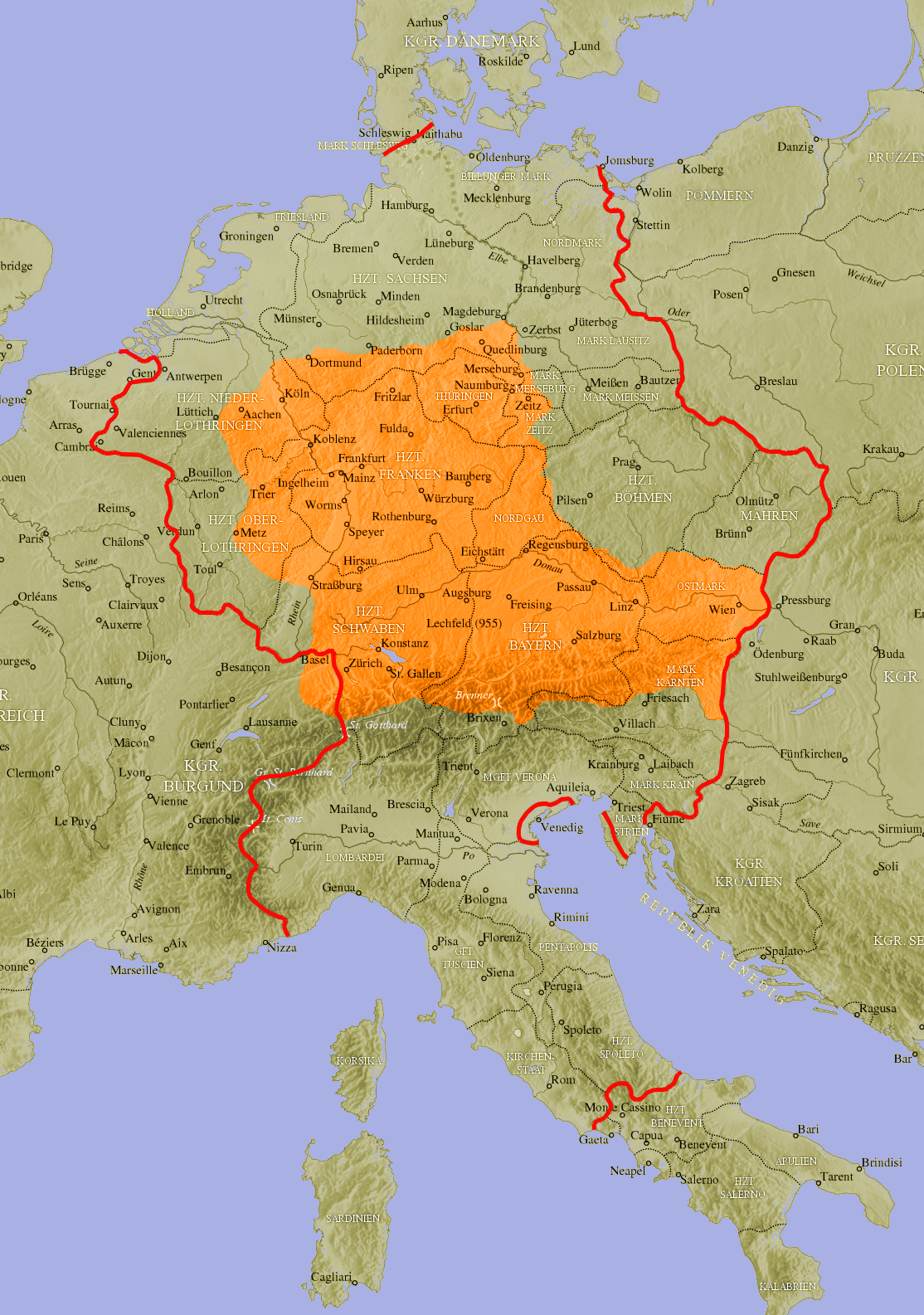
Abast territorial de l'alt alemany antic en el si del Sacre Imperi Romanogermànic el 962

L'alemany (alemany: Deutsch) és una llengua indoeuropea de la branca de les llengües germàniques que ha evolucionat al llarg dels segles a través de diverses etapes històriques ben diferenciades.
- Orígens i període antic: els orígens de l'alemany rauen en el protogermànic. Cap al segle iii començà a diferenciar-se en les llengües germàniques occidentals, que avui en dia inclouen l'alemany, l'anglès i el neerlandès i altres llengües. Abans del segle viii es produí la segona mutació consonàntica, que diferencia l'alt alemany de les altres llengües germàniques occidentals.
- Alt alemany antic: els primers testimonis escrits de l'alt alemany antic daten del segle viii. Són principalment glosses, traduccions religioses i alguns textos literaris com el Cant de Hildebrand. La llengua estava dividida en diversos dialectes sense una forma estàndard.
- Alt alemany mitjà (1050-1350[1]): durant el període de l'alt alemany mitjà, l'alemany s'expandí cap a l'est amb la colonització germànica de l'Europa oriental. Fou l'època daurada de la literatura medieval alemanya, amb obres com el Cant dels Nibelungs i la poesia dels minnesänger. Els dialectes continuaven predominant.
- Alt alemany modern primerenc (1350-1650): el punt d'inflexió més important per a la consolidació de l'alemany modern va ser la traducció de la Bíblia per Martí Luter al segle xvi.[2] Luter feu servir principalment el dialecte de Saxònia, que esdevindria la base de l'alemany estàndard modern.
- Alt alemany modern (1650-): des del segle xvii, l'alemany ha experimentat un procés gradual d'estandardització. Al segle xix, després de la formació de l'Imperi Alemany, s'establiren normes ortogràfiques unitàries. Actualment, l'alemany és llengua oficial a Alemanya, Àustria, Suïssa, Liechtenstein, Luxemburg i parts de Bèlgica i Itàlia, amb un centenar de milions de parlants nadius.[3]